# Myotis atacamensis
Myotis atacamensis là một loài động vật có vú trong họ Dơi muỗi, bộ Dơi. Loài này được Lataste mô tả năm 1892.